# Terrazza Mascagni

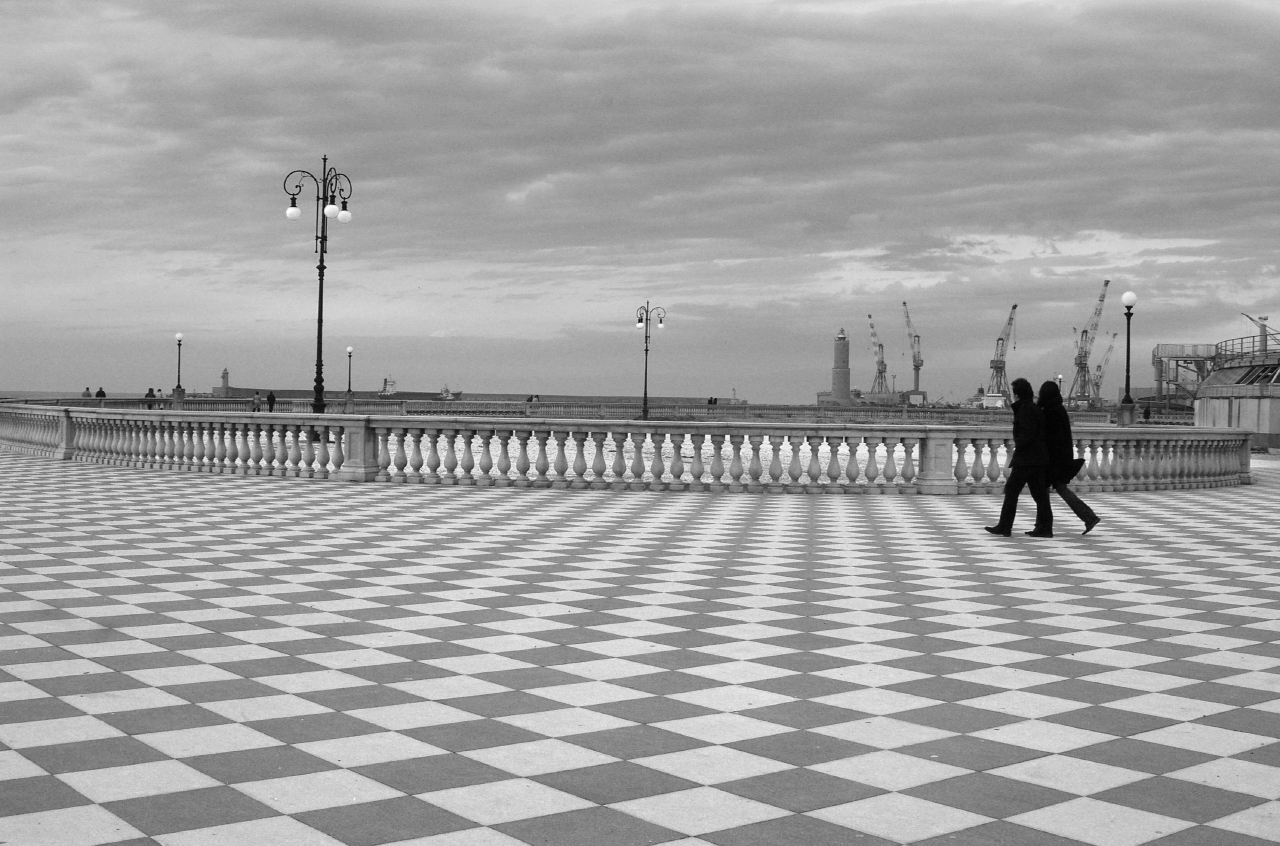
Veduta della terrazza: sullo sfondo il Fanale del porto labronico

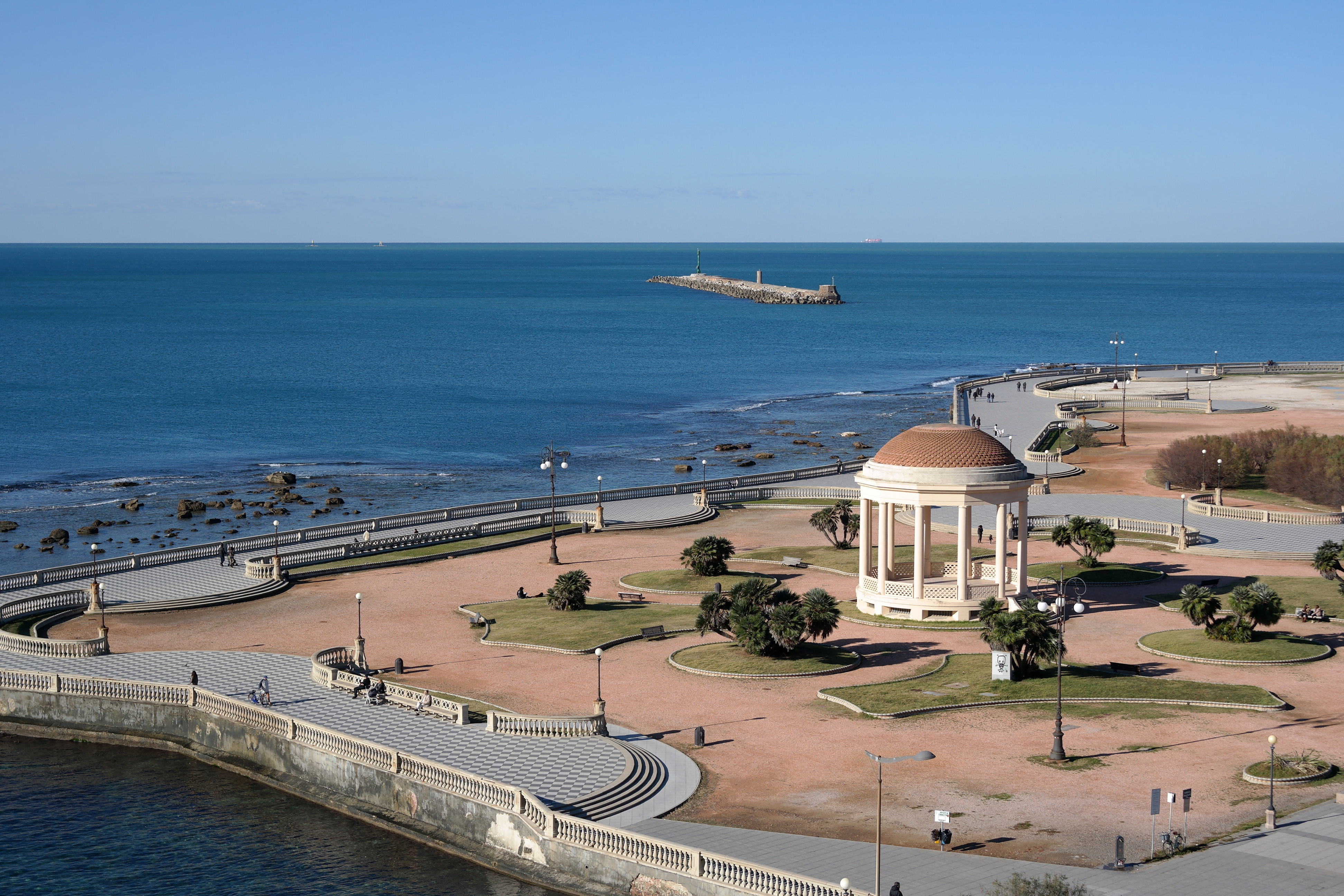
Veduta della Terrazza Mascagni dall'Hotel Palazzo

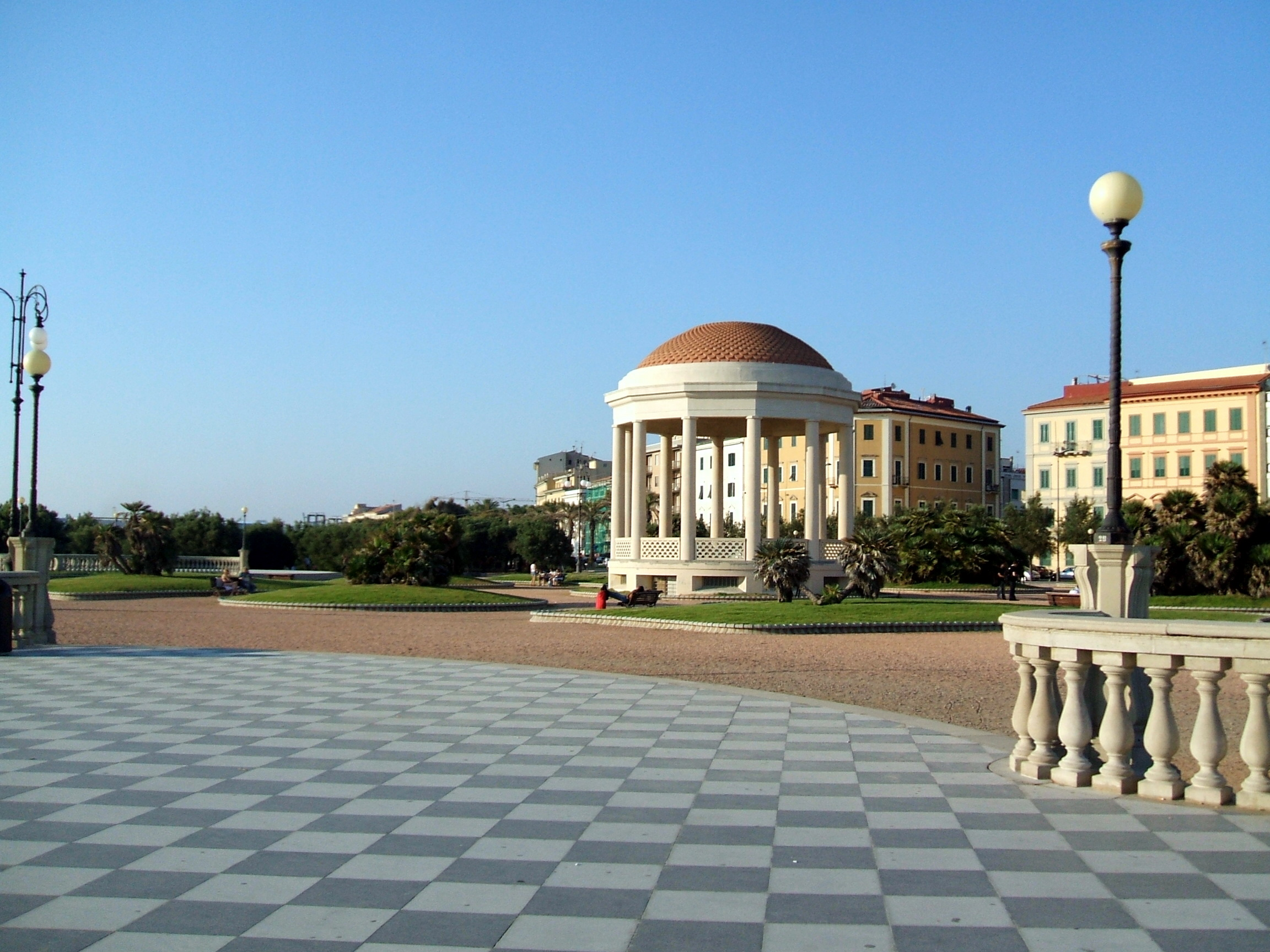
Terrazza Mascagni

La Terrazza Mascagni delimita l'estremità occidentale del piazzale Mascagni, a Livorno, rappresentando uno degli scenari più significativi del lungomare cittadino.
Costruita a partire dagli anni venti del Novecento, deve l'attuale aspetto essenzialmente al notevole ampliamento realizzato nel secondo dopoguerra e all'importante restauro attuato alla fine del secolo scorso.

## Storia
Nell'area occupata da questo belvedere, un tempo sorgeva un fortilizio facente parte del sistema difensivo della costa. Noto come Forte dei Cavalleggeri, era composto da una torre e da un vasto complesso edilizio; occupava un'area di 30 x 60 metri e la torre, posta all'estremità ovest, era formata da tre piani fuori terra. Nel forte alloggiava un distaccamento dei cavalleggeri per il pattugliamento della costa finalizzato soprattutto ad impedire il contrabbando e a garantire la sicurezza sanitaria degli sbarchi.
Dopo l'Unità d'Italia, la costruzione fu ceduta al Comune e fu smantellata nel 1872, compresa la torre.
Nell'ultimo decennio dell'Ottocento qui si registra la costruzione di un parco di divertimenti, l'Eden, che rimase in funzione fino ai primi anni del secolo successivo; in questa struttura, sin dal 1896, si tennero alcuni dei primi spettacoli cinematografici italiani.
La trasformazione della spianata in una grande piazza sul mare avvenne solo a partire dal 1925 su progetto dell'ingegner Enrico Salvais con la collaborazione di Luigi Pastore.
I lavori furono ultimati rapidamente e, poco più tardi, fu innalzato un gazebo per la musica a forma di tempietto neoclassico, con una cupola circolare su colonne; l'opera, progettata da Ghino Venturi e donata alla città dal console Pedro Bossio, fu inaugurata il 27 settembre 1931 con l'intervento della banda musicale della città di La Spezia, ma andò comunque distrutta durante la seconda guerra mondiale.
La terrazza fu quindi intitolata a Costanzo Ciano, livornese e figura di spicco del Partito Fascista, nonché padre di Galeazzo. Il fatto deve leggersi nel quadro della retorica del regime; infatti, malgrado non possa ritenersi artefice o finanziatore dell'opera, con grande abilità Ciano fece sì che il proprio nome fosse accostato a quello di questa ed altre strutture pubbliche.
Nel secondo dopoguerra fu notevolmente ampliata verso nord utilizzando le macerie del centro cittadino distrutto dai bombardamenti, assumendo quella configurazione sinuosa che la caratterizza ancora oggi; nell'occasione venne dedicata al compositore livornese Pietro Mascagni.
Gravemente danneggiata nel corso degli anni dalle violente mareggiate e dall'incuria, sul finire degli anni novanta la terrazza è stata completamente restaurata, con il ripristino inoltre delle aree verdi circostanti e con la fedele ricostruzione del gazebo per la musica.

## Architettura
La Terrazza Mascagni è una grande piazza delimitata verso il mare da una sinuosa balaustra formata da 4.100 eleganti colonnine in conglomerato cementizio; il pavimento è costituito da una scacchiera di 8.700 metri quadrati formata da 34.800 piastrelle bianche e nere.
Dal punto di vista architettonico non risente dei dettami dello stile razionalista tipico del regime sotto cui fu progettato il nucleo originario, ma presenta un sobrio e delicato gusto accademico. Per la vastità delle superfici e l'apparente infinità delle colonnine è stato osservato un parallelismo con l'arte metafisica.

## Luoghi d'interesse nelle vicinanze
- Bagni Pancaldi e Scoglio della Regina
- Hotel Palazzo
- Palazzina Zalum
- Chiesa di San Jacopo in Acquaviva
- Accademia Navale
- Acquario di Livorno
- Fanale di Livorno

## Galleria d'immagini

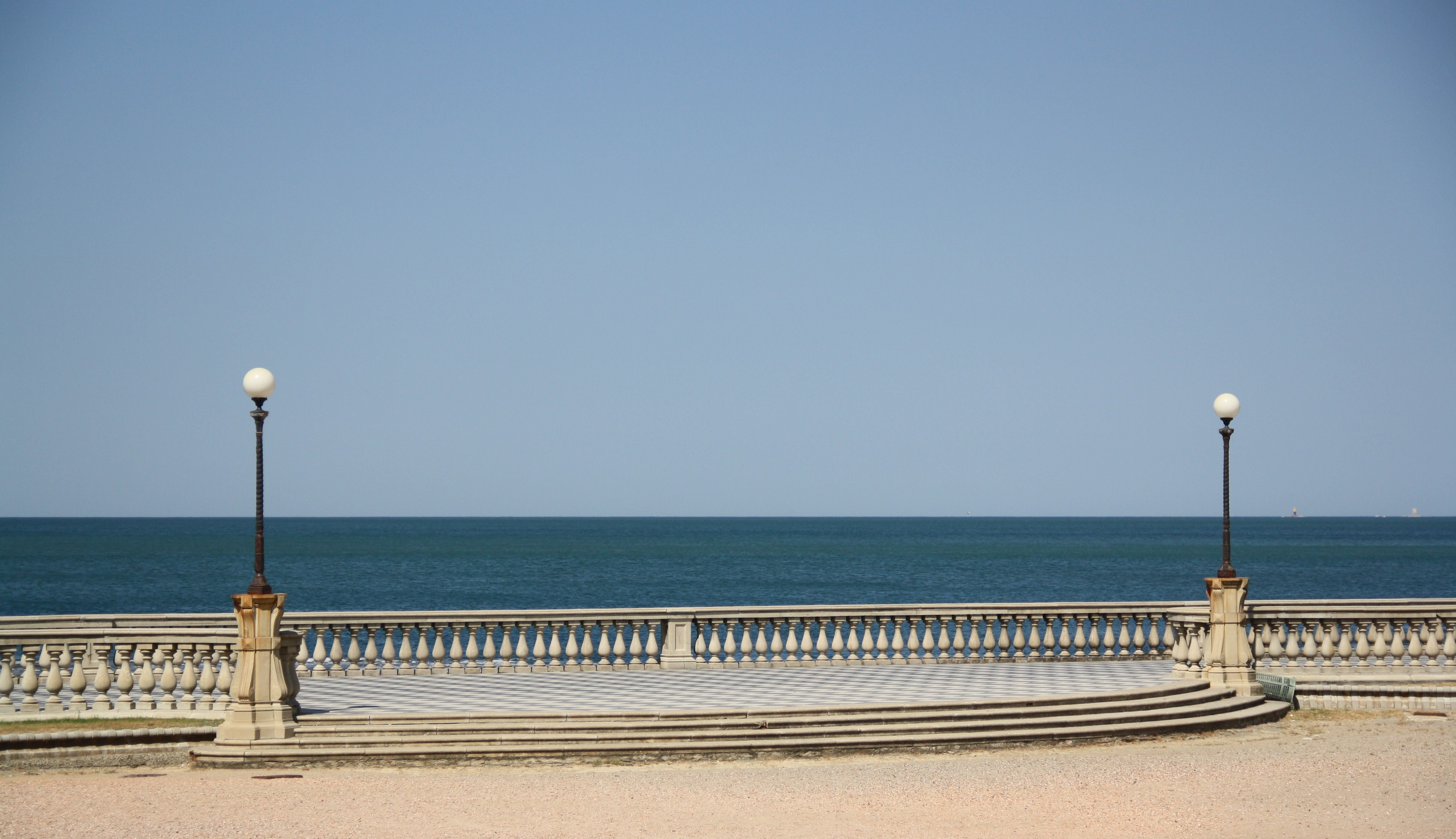
Veduta verso il mare
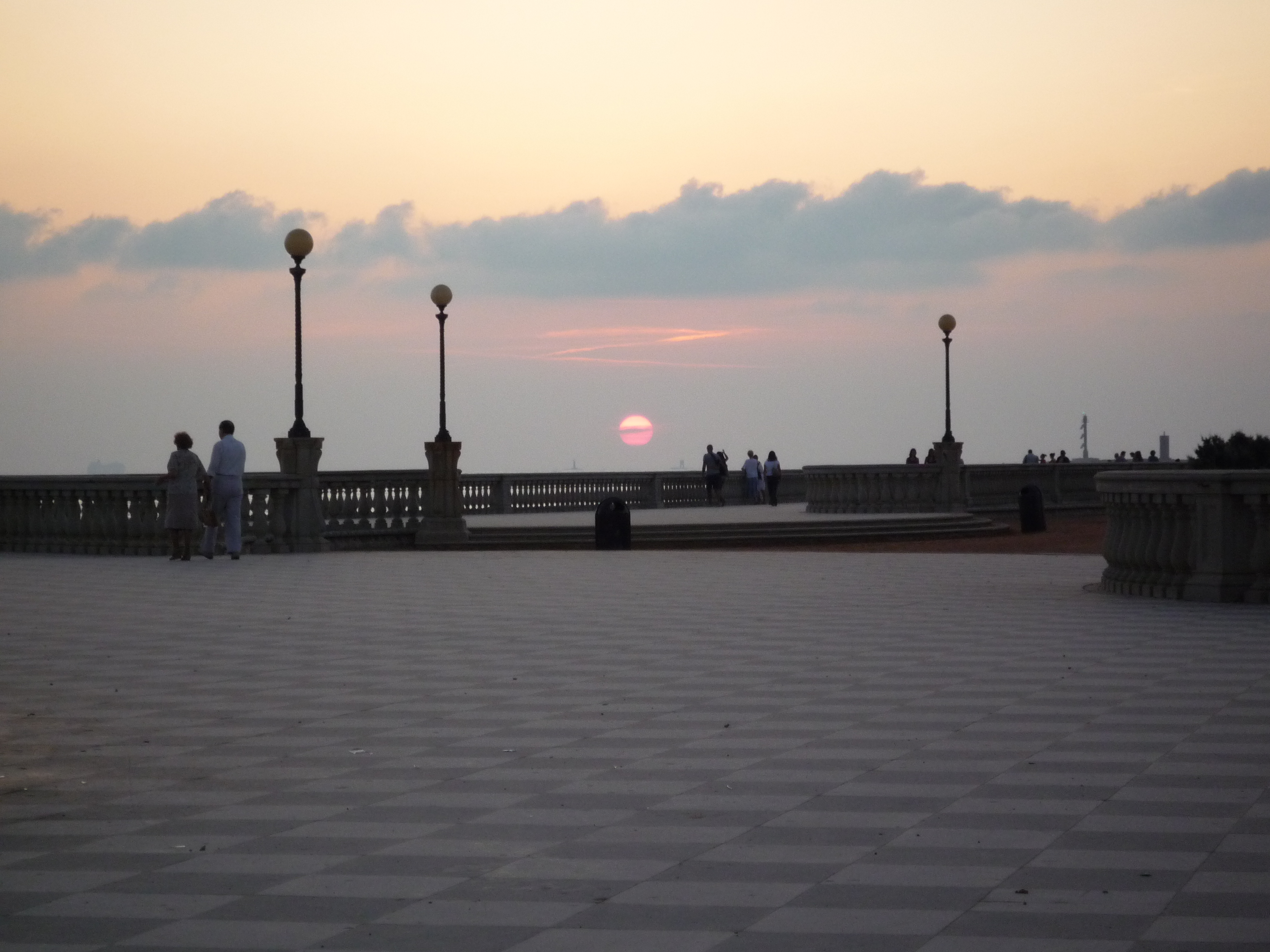
Terrazza al tramonto
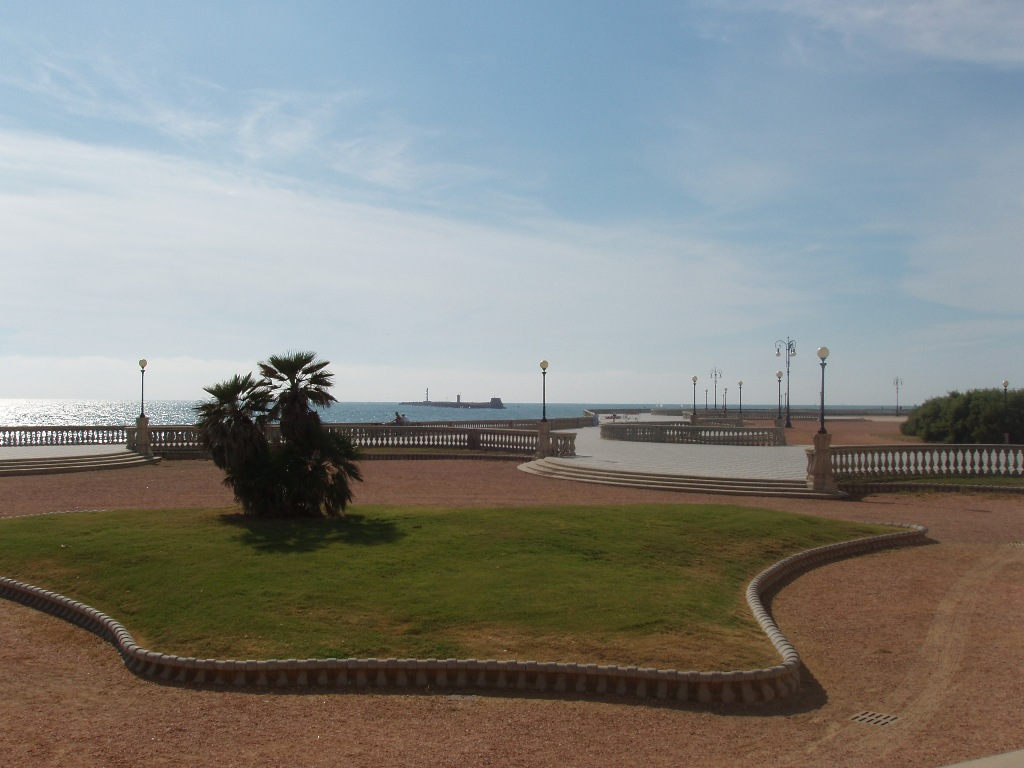
Giardini intorno alla Terrazza
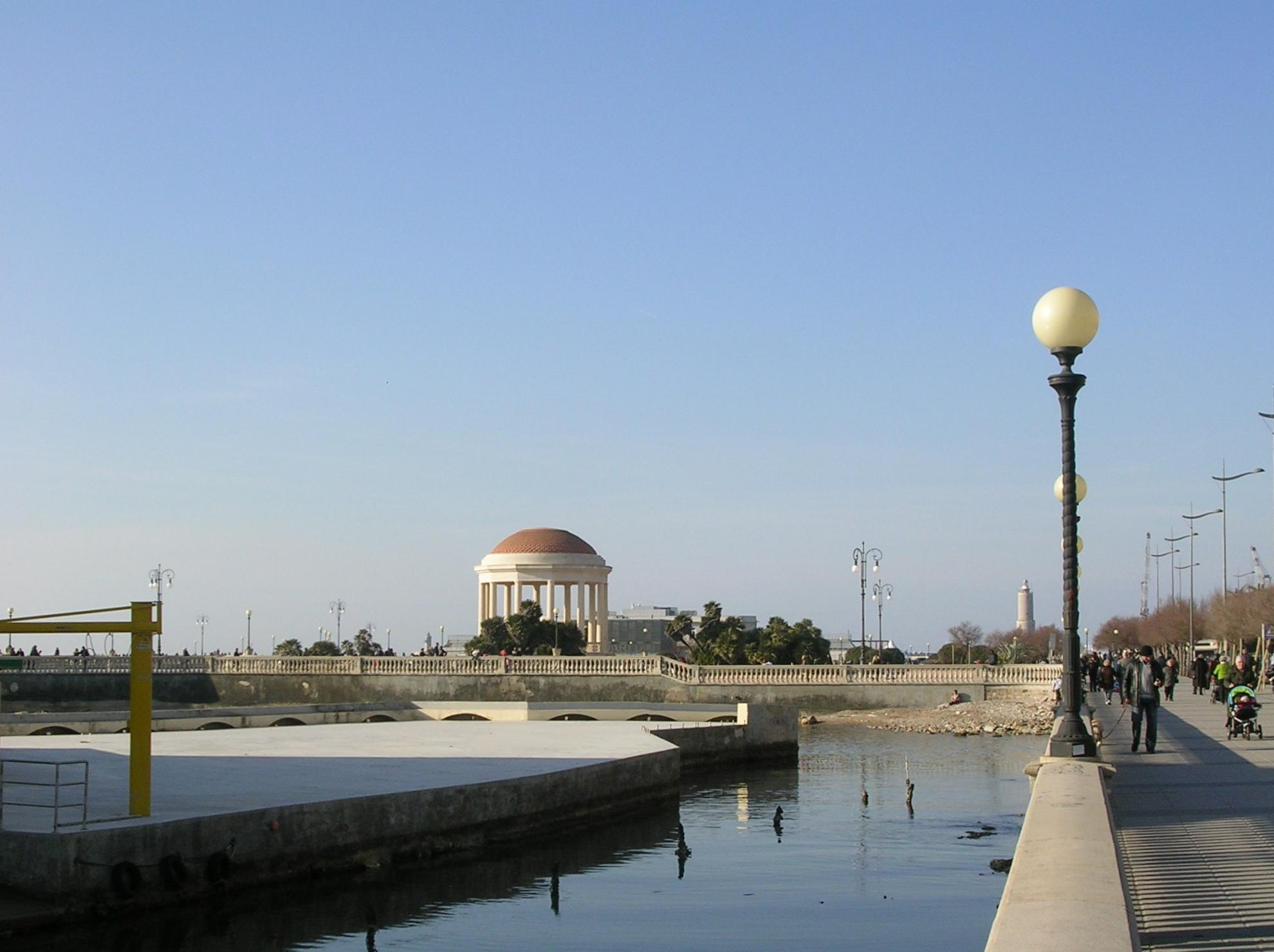
Veduta verso la Terrazza: sullo sfondo il Fanale